# 中华民国北洋政府勋章奖章
中华民国北京政府时期勋章奖章是指中华民国北京政府统治时期颁发的各类勋章、奖章。

## 历史
北京中华民国临时政府统治时期，民国元年（1912年）7月29日，北京政府颁布《勋章令》 8章17条。同时还公布了《颁给勋章条例》14条。同年8月8日，颁布《勋位令》 8条。
民国元年（1912年）12月6日，临时大总统袁世凯公布《陆海军勋章令》4章16条。其全文如下：
临时大总统公布陆海军勋章令令（1912年12月6日）
临时大总统令
　　兹制定陆海军奖章令公布之。此令。
中华民国元年十二月初六日
　　　　　　　　　　　　国务总理　赵秉钧

　　　　　　　　　　　　陆军总长　段祺瑞

　　　　　　　　　　　　海军总长　刘冠雄

教令　第九号
陆海军勋章令
第一章 总则
- 第一条 陆海军各种勋章，凡民国陆海军人于平时战时著有勋劳，或非陆海军人及外国人于陆海军特别任务中著有勋劳者，皆得分别给与。
- 第二条 陆海军勋章分二种：
  - 一、白鹰勋章
  - 二、文虎勋章

- 第三条 各种勋章均分九等。一、二等给与上等官佐；三等至六等给与中、初等官佐及准尉见习军官；七、八、九等给与士兵。
- 第四条 给与勋章时，均附给执照，载明勋绩。其应给年金者，即以其执照为领金之证据。

第二章 白鹰勋章
- 第五条 白鹰勋章中心镂刻白鹰。
- 第六条 依陆海军叙勋条例，有殊勋者给与白鹰勋章。
- 第七条 凡受有白鹰勋章者，按其等级，得依陆海军勋章年金法受一定之年金。

第三章 文虎勋章
- 第八条 文虎勋章中心镂刻文虎。
- 第九条 依陆海军叙勋条例，有武功或劳绩者给与文虎勋章。

第四章 佩带规则
- 第十条 一、二、三等白鹰勋章佩上衣第一纽上；一、二等文虎勋章佩左胸部大绶上方、普通章下方，三等文虎勋章佩上衣第一纽上。各种一、二等勋章有大绶一条，一等红色，二等黄色，佩于左肩至右胁下；四等至九等勋章，均用小绶，佩于上衣左襟之上；四等至六等绶用绿色，七等至九等绶用蓝色。
- 第十一条 各种勋章于著军礼服、军常服时，均可佩带。但著常服佩带一、二等勋章时，不佩大绶。
- 第十二条 已受一种勋章而更受同种上级之勋章者，其下级勋章缴部核销。若受他种勋章，无论是否同级，均得并佩。
- 第十三条 受有两种以上之一、二等勋章者，只佩较高级之大绶。
- 第十四条 并佩两个以上之勋章时，以等级较高者列于较次者之右方。如一行不能并列，亦得列为两行。
- 第十五条 佩带本国普通勋章时，按普通勋章佩带规则施行，普通勋章与陆海军勋章同时佩带，普通勋章列于陆海军勋章左方。,
- 第十六条 受有外国勋章者佩带时，应将本国勋章列外国勋章之右方。

附勋章执照式：
陆海军勋章执照
大总统为给与　等勋章，用示奖励，特给执照，以资证明。

　　　　　　　　　　　　　　　　陆

　　　　　　　　　　　　　　　　　　军总长

　　　　　　　　　　　　　　　　海

中华民国　　　年　　月　　日

　　　　　　　　　　　　　　第　　号

民国二年（1913年）4月9日，临时大总统袁世凯公布《修正陆海军勋章令第三条》，其全文如下：
临时大总统公布修正陆海军勋章令第三条令（1913年4月9日）
临时大总统令
　　兹修正陆海军勋章令第三条公布之。此令。
中华民国二年四月初九日
　　　　　　　　　　　　国务总理　赵秉钧

　　　　　　　　　　　　陆军总长　段祺瑞

　　　　　　　　　　　　海军总长　刘冠雄

教令　第二十六号
修正陆海军勋章令第三条
- 第三条 各种勋章均分九等，一、二、三、四等,可给与上等官佐，三、四、五、六等可给与中等官佐，四、五、六、七等可给与初等官佐及准尉、见习军官，六、七、八、九等可给与士兵。但叙给各等官兵勋章应按助功劳绩，分别核议，不得于各官等间以官级分别勋等。

民国三年（1914年）1月14日，大总统袁世凯公布《修正陆海军勋章令第十条》。其全文如下：

民国元年（1912年）12月6日，临时大总统袁世凯公布《陆海军奖章令》10条，其全文如下：
临时大总统公布陆海军奖章令令（1912年12月6日）
临时大总统令
　　兹制定陆海军奖章令公布之。此令。
中华民国元年十二月初六日
　　　　　　　　　　　　国务总理　赵秉钧

　　　　　　　　　　　　陆军总长　段祺瑞

　　　　　　　　　　　　海军总长　刘冠雄

教令　第十号
陆海军奖章令
- 第一条　陆海军各种奖章，凡民国陆海军人于平时战时著有劳绩，或非陆海军人于陆海军特别任务中著有劳绩者，分别给与之。
- 第二条　陆海军奖章分为四等如左：
  - 一等　金色奖章
  - 二等　银色奖章
  - 三等　蓝色奖章
  - 四等　白色奖章

- 第三条　各等奖章，由陆海军总长按照本章第五、第六两条所列各项成绩，拟与各等奖章，呈请大总统核准施行。
- 第四条　一等二等奖章给与官佐，三等四等给与士兵。
- 第五条　陆海军得有左列各项成绩之一者，分别酌给各等奖章：
  - 甲、战时：
    - 一、战役中著有成绩，堪资矜式者；
    - 一、随同出征尽瘁任务，确有证据者。

  - 乙、平时：
    - 一、拿获土匪，在事出力者；
    - 一、镇压内乱时，奋勇救护人民之生命财产，致获保全者。
    - 一、艺能出众，屡次从事勤务，成绩卓著者；
    - 一、发明军用物件，经长官考验，认为合用者；
    - 一、充任各项职守满下表所列年限以上，未受惩罚，并无旷职，成绩甚优者；

- 第六条　非陆海军人著有下列各项事实之一者，分别酌给各等奖章：
  - 一、战时筹助军饷，得万元以上者；
  - 二、战时探知敌人有违犯公法行为，及捕获奸细，报告有据，事后查实者；
  - 三、在战地随同出力，劳绩卓著，及其他有功于全体战役者；
  - 四、随同出力拿获土匪，及保全地方治安者。

- 第七条　奖章用银质为之，外作五瓣，各瓣间联以梅花，中镌“中华民国O军奖章”八字。（O分陆海军两项），一、二等上冠花叶三枚，三、四等上冠一环。
- 第八条　奖章所用小绶，以色区别。赏战时官佐士兵者，其绶用国旗色，赏平时官佐士兵者，其绶用蓝色黄边。
- 第九条　奖章佩于上衣左襟各纪念章之左。
- 第十条　给与奖章时，并附给执照式如左：

奖章执照
　　　　某机关某职姓名

著有劳绩，今依陆海军奖章令第　条　第　项，给与　等奖章，于某年某月某日呈奉大总统核准，合发执照，给予收执。

　　　　　　　　　　　　　　　　陆

　　　　　　　　　　　　　　　　　　军总长署名

　　　　　　　　　　　　　　　　海

中华民国　　　年　　月　　日

　　　　　　　　　　　　　　字　　第　　号

民国元年（1912年）12月6日，临时大总统袁世凯公布《陆海军叙勋条例》22条，其全文如下：
临时大总统公布陆海军叙勋条例令（1912年12月6日）
临时大总统
　　兹制定陆海军叙勋条例公布之。此令。
中华民国元年十二月初六日
　　　　　　　　　　　国务总理 赵秉钧

　　　　　　　　　　　陆军总长 段祺瑞

　　　　　　　　　　　海军总长 刘冠雄

教令 第十一号
陆海军叙勋条例
- 第一条 叙勋分二种：
  - 一、殊勋；
  - 二、武功及劳绩。

- 第二条 在战时立有左列勋绩者，谓之殊勋：
  - 一、夺获敌军重要地点者；
  - 二、夺获敌军军旗、大炮及重要军械者；
  - 三、断绝敌军交通或截获敌军粮饷、军械，战局因以奏功者；
  - 四、运筹适宜，致获全功者；
  - 五、在战斗间处置善良，确与全军或一部有重要之关系者；
  - 六、冒险前进，侦得敌人重要军情，致获全功者；
  - 七、于最困苦缺乏时，毅然从事战斗，足振起他人之志气者；
  - 八、歼殪或捕获敌军重要将校者；
  - 九、捕获或轰沉敌之军舰者；
  - 十、冒险破坏敌人伏置水雷或障碍物，得以开导我军舰之进路者；
  - 十一、我炮台被敌军包围，我港湾被其封锁，以苦战辟运输之途，终得达其目的者；
  - 十二、我军舰被敌之优势舰队攻击，他无应援，终得免敌之捕夺，保全名誉脱归者；
  - 十三、我军舰护送多数船舶与敌之优势舰队相遇，剧战之后所护送船舶得以安全航到其目的地者；
  - 十四、占领敌之炮台、港湾或有守备之城市者；
  - 十五、夺还敌军拥护我被掠之军舰者；
  - 十六、闯入敌之港湾内捕获或破坏其舰船者；
  - 十七、冒险伏置水雷，得以轰沉敌之军舰，或加危害使之失其战斗力者；
  - 十八、冒险封锁敌之港湾，得尽其任务者；
  - 十九、战斗中我舰受大损伤，挺身冒险施应急处置，得以保全其舰之运命者。

- 第三条 在战时或平时立有左列功绩者，谓之武功或劳绩：
  - 一、救护长官之危急以立功者；
  - 二、力疾或负伤，而强与战斗者；
  - 三、冒险前进，达到命令中指定之任务者；
  - 四、战斗间勇敢率先，夺取枪械及捕获敌人者；
  - 五、捕获或轰沉敌之军用船舶及其商船者；
  - 六、战时办理战线以后事务，成绩最著者；
  - 七、平定内乱，功绩卓著者；
  - 八、旅行于交通未备区城，作有报告图表，足资军事之助者；
  - 九、本舰航海停泊中或他舰航海停泊中遇有危急，冒险从事救护，得以免其危险者；
  - 十、冒险救助被难船舶，得以救护其生命财产者；
  - 十一、发明陆海军学理及军用物品，有益于军事前途者。但以陆海军部查核认可为限；
  - 十二、在边远瘴疠地方戍守国境或从事屯垦满二年以上，克尽厥职者；
  - 十三、镇压内乱，擒获匪首，剿除匪党者；
  - 十四、识破或捕获国际奸细，证据确凿者；
  - 十五、镇压内乱时，夺取匪寨，收复被据城池者；
  - 十六、捕获海贼或国际海贼，证据确凿者。

- 第四条 陆海军各种勋章，除大总统当然佩带外，得由大总统特赠外国大总统暨皇帝君主。
- 第五条 各种勋章，除由大总统特令颁给外，所有立功人员，均由该管长官按本章调查表查实详记，并将该员履历功绩事实具报陆海军总长，由陆海军总长呈请大总统批准遵行。
- 第六条 战时立功人员应给勋章者，无论在战役之中或战役之后，均可呈报陆海军总长核办。
- 第七条 平时著有功勋劳绩人员，应于每年二月内由各省处长官报部，于四月内由该管总长转呈大总统批示遵行。
- 第八条 颁给勋章经大总统特令或批准后，由陆海军部注册，并将执照附同勋章颁由该省最高级陆海军长官传集所部列队授与；如系给与士兵，则仅传集该连授与。
- 第九条 战时之陆海军总司令官，得依战役景况，先行给与部下三等以下勋章，事后报部查核。
- 第十条 所受勋章附有年金者，自颁到勋章之日起算。
- 第十一条 叙勋时与立功时官职阶级不同者，仍以立功时官职论赏。
- 第十二条 受有勋章而更立功绩者，可换给原章之高一级者或加给他种勋章。但受有两个同种之勋章时，应将其较次者及执照一并呈缴陆海军部核销。
- 第十三条 叙勋公文呈报之际，或已呈而未奉部覆时，该员如有休职、退役、转免、死亡等情，应按其事实迅速报部，以凭核办。
- 第十四条 应受勋章年金者，于休职或退役时，由该省陆海军长官报部注册，并移知原籍地方官署或住在地方官署立案，即由该地方官署按执照发给年金。
- 第十五条 受褫夺公权之宣告者，即褫夺其勋章。
- 第十六条 因污辱军人名誉而受免官处分或重于免官处分者，即褫夺其勋章。
- 第十七条 处刑法徒刑以上之刑未受褫夺公权之宣告者，得停止其佩带勋章。
- 第十八条 受有勋章者，如身故或当褫夺时，应将勋章并执照呈送本军队处所或地方官署转缴陆海军部注销。
- 第十九条 应受勋章年金之人身故，匿不呈报而继续领取者，按法治罪。
- 第二十条 如未经领受勋章，私造佩带或佩带他人所受之勋章者，按治治罪。
- 第二十一条 如有将勋章卖让、典质及抵偿货财、债务等事，查明将勋章注销。
- 第二十二条 勋章及执照如有遗失，准其补给。但于勋章背面附以补给记号，执照之内注明补给字样。其原件如有查获者，应即送部注销。

民国五年（1916年）2月2日，北京政府公布《修正勋章令》 6条。
民国五年（1916年）3月11日，北京政府公布《颁爵条例》12条。同年10月7日，公布《勋章令》15条，《颁给勋章条例》14条。

## 各类勋章、奖章
根据上述文件规定，中华民国设有下列勋章、奖章：

### 嘉禾章
- 一等嘉禾章
  - 一等嘉禾章[5]、一等大綬寶光嘉禾章[6]
  - 一等大綬嘉禾章[7]
- 二等寶光嘉禾章[8]
  - 二等三等嘉禾章嘉禾章[9]
  - 二等大绶宝光嘉禾章 [10]
- 三等嘉禾章[11][12][13]

#### 宝光嘉禾章
宝光嘉禾章为民国五年（1916年）10月大总统黎元洪颁发。分为五等六级。
- 一等大绶： 红色绿缘 中嵌珊瑚圆珠（红）加绘嘉禾[4]
- 二等大绶： 红色蓝缘[4]
- 二等无绶： 无绶[4]
- 三等领绶： 黄色绿缘[4]
- 四等襟绶： 加结黄色绿缘[4]
- 五等襟绶： 黄色绿缘[4]

### 勋表
勋位章是依1912年8月8日，经大总统公布的《勋位令》规定，勋位授于“有勋劳于国家或社会”的民国人民。

### 部章
白鹰章（海军部）、獬豸章（司法部）、棠荫章（內政部）、双单鹤章（财政部）、利用厚生章（农商部）、嘉祥章（教育部）。

## 外部連結
- 勳章（页面存档备份，存于）